# Takotna (Alaska)
Takotna ist ein Ort und ein census-designated place (CDP) in der Yukon-Koyukuk Census Area in Alaska in den Vereinigten Staaten. Das U.S. Census Bureau hatte bei der Volkszählung 2020 eine Einwohnerzahl von 56 ermittelt. Takotna ist ein Kontrollpunkt des Iditarod-Hundeschlittenrennens.

## Geographie
Takotna liegt im Westen von Alaska. Der auf einer Höhe von 136 m gelegene Ort befindet sich im Alaska Interior am Nordufer des Takotna River, ein Nebenfluss des Kuskokwim River. Takotna befindet sich etwa 380 km nordwestlich von Anchorage. 23 km weiter östlich befindet sich der Ort McGrath. Takotna verfügt über einen Flugplatz.

## Geschichte
Takotna entstand um das Jahr 1910 unter dem Namen „Takotna Station“ als Anlegestelle für Flussboote und Versorgungspunkt für das Goldgräbergebiet „Innoko Placer District“. 1914 wurde ein Postamt unter dem Namen „Tokotna“ eröffnet. 1926 wurde der Name in „Takotna“ geändert. Der Name leitete sich vom Namen des Flusses ab. Im Jahr 1930 betrug die Einwohnerzahl 65. Takotna erschien erstmals beim U.S. Census im Jahr 1980 als ein CDP.

## Demografie
Zum Zeitpunkt der Volkszählung im Jahre 2020 (U.S. Census 2020) hatte Takotna CDP 56 Einwohner auf einer Landfläche von 30,17 km². Von den Einwohnern waren 26 weiß sowie 15 amerikanisch-indianischer Abstammung.
Beim Zensus im Jahr 2000 wurden 50 Einwohner gezählt, 2010 waren es 52.